# Chocontá
Chocontá est une municipalité située dans le département de Cundinamarca, en Colombie.

## Personnalités
- Francisco Soto (1789-1846) : homme politique mort à Chocontá.